# Albert Parker
Pour les articles homonymes, voir Parker.
Albert Parker (né le 11 mai 1885 à New York, aux États-Unis et mort le 10 août 1974 à Londres, en Grande-Bretagne) est un réalisateur, acteur, producteur et scénariste de cinéma américain.
Il réalise 36 films entre 1917 et 1938, dont le plus connu est Le Pirate noir (The Black Pirate), sorti en 1926 avec Douglas Fairbanks.

## Biographie
Après avoir longtemps travaillé à Hollywood aux côtés de Gloria Swanson, John Barrymore ou encore Douglas Fairbanks, Albert Parker se rend en Angleterre où il continue à réaliser des films à plus petits budgets. Au début des années 1930, Parker ouvre une agence artistique dont l'objectif est de recruter des acteurs britanniques pour la distribution de ses films. En 1935, il rencontre James Mason au cours d'un cocktail et lui offre son premier rôle dans Late Extra. L'année suivante, il tourne deux autres films avec l'acteur. Il suspend sa carrière cinématographique en 1938.

## Filmographie partielle
- 1917 : For Valour
- 1917 : The Food Gamblers
- 1918 : Shifting Hands
- 1918 : Le Lieutenant Douglas (Arizona)
- 1918 : The Secret Code
- 1919 : Le Voile de l'avenir (Eyes of Youth)
- 1919 : Douglas brigand par amour (The Knickerbocker Buckaroo)
- 1920 : La Femme flétrie (en) (The Branded Woman)
- 1922 : Sherlock Holmes contre Moriarty (Sherlock Holmes)
- 1924 : The Rejected Woman
- 1924 : Second Youth
- 1926 : Le Pirate noir (The Black Pirate)
- 1927 : The Love of Sunya
- 1932 : The Right to Live
- 1932 : After Dark
- 1934 : Rolling in Money
- 1934 : The Third Clue
- 1935 : The Riverside Murder
- 1935 : The White Lilac
- 1935 : Late Extra
- 1936 : Blind Man's Bluff
- 1936 : Troubled Waters
- 1937 : There Was a Young Man
- 1937 : The Five Pound Man
- 1937 : Strange Experiment
- 1938 : Second Thoughts
- 1938 : Murder in the Family